# Hymenochaete cacao
Hymenochaete cacao är en svampart som först beskrevs av Miles Joseph Berkeley, och fick sitt nu gällande namn av Berk. & M.A. Curtis 1868. Hymenochaete cacao ingår i släktet Hymenochaete och familjen Hymenochaetaceae.   Inga underarter finns listade i Catalogue of Life.